# Tour de Francia 1934
El 28.º Tour de Francia se disputó entre el 3 de julio y el 29 de julio de 1934 con un recorrido de 4363 km. dividido en 23 etapas de las que la vigésimo primera estuvo dividida en dos sectores.
Participaron 60 ciclistas de los que sólo llegaron a París 39 ciclistas disputándose por primera vez una contrarreloj.
El vencedor cubrió la prueba a una velocidad media de 30,36 km/h.

## Etapas
| Etapa    | Fecha     | Recorrido                     | Distancia (km) | Ganador                         | Líder            |
| -------- | --------- | ----------------------------- | -------------- | ------------------------------- | ---------------- |
| 1.ª      | 3 de jul  | París-Lille                   | 262            | Georges Speicher                | Georges Speicher |
| 2.ª      | 4 de jul  | Lille-Charleville-Mézières    | 192            | René Le Grevès                  | Antonin Magne    |
| 3.ª      | 5 de jul  | Charleville-Mézières-Metz     | 161            | Roger Lapébie                   | Antonin Magne    |
| 4.ª      | 6 de jul  | Metz-Belfort                  | 220            | Roger Lapébie                   | Antonin Magne    |
| 5.ª      | 7 de jul  | Belfort-Evian-les-Bains       | 293            | René Le Grevès Georges Speicher | Antonin Magne    |
| 6.ª      | 9 de jul  | Evian-les-Bains-Aix-les-Bains | 207            | Georges Speicher                | Antonin Magne    |
| 7.ª      | 10 de jul | Aix-les-Bains-Grenoble        | 229            | René Vietto                     | Antonin Magne    |
| 8.ª      | 11 de jul | Grenoble-Gap                  | 102            | Giuseppe Martano                | Antonin Magne    |
| 9.ª      | 12 de jul | Gap-Digne-les-Bains           | 227            | René Vietto                     | Antonin Magne    |
| 10.ª     | 13 de jul | Digne-les-Bains-Niza          | 156            | René Le Grevès                  | Antonin Magne    |
| 11.ª     | 15 de jul | Niza-Cannes                   | 126            | René Vietto                     | Antonin Magne    |
| 12.ª     | 16 de jul | Cannes-Marsella               | 195            | Roger Lapébie                   | Antonin Magne    |
| 13.ª     | 17 de jul | Marsella-Montpellier          | 172            | Georges Speicher                | Antonin Magne    |
| 14.ª     | 18 de jul | Montpellier-Perpiñán          | 177            | Roger Lapébie                   | Antonin Magne    |
| 15.ª     | 20 de jul | Perpiñán-Ax-les-Thermes       | 158            | Roger Lapébie                   | Antonin Magne    |
| 16.ª     | 21 de jul | Ax-les-Thermes-Luchon         | 165            | Adriano Vignoli                 | Antonin Magne    |
| 17.ª     | 22 de jul | Luchon-Tarbes                 | 91             | Antonin Magne                   | Antonin Magne    |
| 18.ª     | 23 de jul | Tarbes-Pau                    | 172            | René Vietto                     | Antonin Magne    |
| 19.ª     | 25 de jul | Pau-Burdeos                   | 215            | Ettore Meini                    | Antonin Magne    |
| 20.ª     | 26 de jul | Burdeos-La Rochelle           | 183            | Georges Speicher                | Antonin Magne    |
| 21.ª (a) | 27 de jul | La Rochelle-La Roche-sur-Yon  | 81             | René Le Grevès                  | Antonin Magne    |
| 21.ª (b) | 27 de jul | La Roche-sur-Yon-Nantes       | 80 (CR)        | Antonin Magne                   | Antonin Magne    |
| 22.ª     | 28 de jul | Nantes-Caen                   | 275            | Raymond Louviot                 | Antonin Magne    |
| 23.ª     | 29 de jul | Caen-París                    | 221            | Sylvère Maes                    | Antonin Magne    |

CR = Contrarreloj individual

## Clasificación general

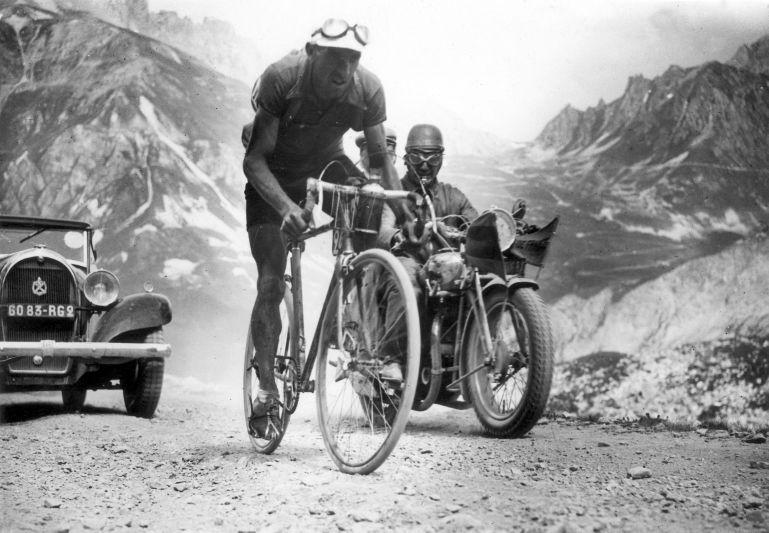
El español Federico Ezquerra, durante la ascensión a un puerto en el Tour de 1934.

| Clasificación general |                    |          |                   |
| Ciclista              | Ciclista           | Equipo   | Tiempo            |
| --------------------- | ------------------ | -------- | ----------------- |
| 1.º                   | Antonin Magne      | Francia  | 147 h 13 min 58 s |
| 2.º                   | Giuseppe Martano   | Italia   | + 27 min 31 s     |
| 3.º                   | Roger Lapébie      | Francia  | + 52 min 15 s     |
| 4.º                   | Félicien Vervaecke | Bélgica  | + 57 min 40 s     |
| 5.º                   | René Vietto        | Francia  | + 59 min 02 s     |
| 6.º                   | Ambrogio Morelli   | Italia   | + 1 h 12 min 02 s |
| 7.º                   | Ludwig Geyer       | Alemania | + 1 h 12 min 51 s |
| 8.º                   | Sylvère Maes       | Bélgica  | + 1 h 20 min 56 s |
| 9.º                   | Mariano Cañardo    | España   | + 1 h 29 min 02 s |
| 10.º                  | Vicente Trueba     | España   | + 1 h 40 min 39 s |